# Seznam apoštolských administratur
Toto je seznam apoštolských administratur katolické církve.

## Asie
- Atyrau, zřízena 7. července 1999
- Kavkaz, zřízena 30. prosince 1993
- Charbin, zřízena 28. května 1931
- Kyrgyzstán, zřízena 18. března 2006
- Uzbekistán, zřízena 1. dubna 2005

## Evropa
- Estonsko, zřízena 1. listopadu 1924
- Prizren, zřízena 24. května 2000
- Jižní Albánie, zřízena 11. listopadu 1939

## Zaniklé apoštolské administratury
- Burgenland, zřízena 18. května 1922 - zánik s povýšením na diecézi Eisenstadt dne 15. srpna 1960
- Innsbruck–Feldkirch, zřízena 11. prosince 1925 - zánik s povýšením na diecézi Innsbruck–Feldkirch dne 6. srpna 1964
- Eupen–Malmedy–Sankt Vith, zřízena roku 1919 - zánik s povýšením na diecézi Eupen–Malmedy dne 30. července 1920
- Západní Flandry, zřízena 17. prosince 1832 - zánik s povýšením na diecézi Bruggy dne 27. května 1834
- Rio Branco, zřízena 21. dubna 1934 - zánik s povýšením na územní prelaturu Rio Branco dne 30. srpna 1944
- Copiapó, zřízena 9. listopadu 1946 - zánik s povýšením na územní prelaturu Copiapó dne 21. dubna 1955
- Valdivia, zřízena 25. září 1924 - zánik s povýšením na diecézi Valdivia dne 8. července 1944
- Komory, zřízena 5. června 1975 - zánik s povýšením na apoštolský vikariát Komorské ostrovy  dne 1. května 2010
- Mbuji-Mayi, zřízena 22. listopadu 1963 - zánik s povýšením na diecézi Mbujimayi dne 3. května 1966
- Rijeka, zřízena 30. dubna 1920 - zánik s povýšením na diecézi Rijeka–Opatija dne 25. dubna 1925
- Český Těšín, zřízena roku 1947 - zánik připojením k arcidiecézi Olomouc dne 31. května 1978
- Erfurt–Meiningen, zřízena 23. července 1973 - zánik s povýšením na diecézi Erfurt dne 27. června 1994
- Görlitz, zřízena 28. června 1972 - zánik s povýšením na diecézi Görlitz dne 27. června 1994
- El Petén, zřízena 10. března 1951 - zánik s povýšením na apoštolský vikariát El Petén dne 3. února 1984
- Izabal, zřízena 30. dubna 1968 - zánik s povýšením na apoštolský vikariát Izabal dne 12. března 1988
- Loreto, zřízena 11. října 1935 - zánik s povýšením na územní prelaturu Loreto dne 24. června 1965
- Okinawa a Jižní ostrovy, zřízena roku 1947 - zánik s povýšením na diecézi Naha dne 18. prosince 1972
- Almaty, zřízena 7. července 1999 - zánik s povýšením na diecézi Nejsvětější Trojice v Almaty dne 17. května 2003
- Astana, zřízena 7. července 1999 - zánik s povýšením na arcidiecézi Nejsvětější Marie v Astaně dne 17. května 2003
- Kazachstán, zřízena dne 13. dubna 1991 - zánik s povýšením na diecézi Karaganda dne 7. července 1999
- Moldavsko, zřízena 28. října 1993 - zánik s povýšením na diecézi Kišiněv dne 27. října 2001
- Mosambik, zřízena 21. ledna 1612 - zánik s povýšením na územní prelaturu Mosambik roku 1783
- Gdaňsk, zřízena 21. dubna 1922 - zánik s povýšením na diecézi Gdaňsk dne 30. prosince 1925
- Lubaczów, zřízena 1991 - zánik s povýšením na diecézi Zamość–Lubaczów dne 25. března 1992
- Tuczno, zřízena 1. května 1923 - zánik s povýšením na územní prelaturu Piła dne 13. srpna 1930
- Horní Slezsko, zřízena 7. listopadu 1922 - zánik s povýšením na diecézi Katovice dne 28. října 1925
- Targul-Siret, zřízena roku 1922 - zrušena roku 1930
- Temešvár, zřízena 10. února 1923 - zánik s povýšením na diecézi Temešvár dne 5. června 1930
- Východní Sibiř, zřízena 18. května 1999 - zánik s povýšením na diecézi Svatého Josefa v Irkutsku dne 11. února 2002
- Severní Evropské Rusko, zřízena 13. dubna 1991 - zánik s povýšením na arcidiecézi Matky Boží v Moskvě dne 11. února 2002
- Západní Sibiř, zřízena 13. dubna 1991 - zánik s povýšením na diecézi Proměnění v Novosibirsku dne 11. února 2002
- Jiížní Evropské Rusko, zřízena 23. listopadu 1999 - zánik s povýšením na diecézi Svatého Klementa v Saratově dne 11. února 2002
- Jugoslávská Bačka, zřízena 10. února 1923 - zánik s povýšením na diecézi Subotica dne 25. ledna 1968
- Jugoslávský Banát, zřízena 10. února 1923 - zánik s povýšením na diecézi Zrenjanin dne 16. prosince 1986
- Trnava, zřízena 29. května 1922 - zánik s povýšením na arcidiecézi Trnava dne 30. prosince 1977
- Lugano, zřízena roku 1884 - zánik s povýšením na diecézi Lugano dne 8. března 1971
- Lázikíja, zřízena 16. dubna 1954 - zánik s povýšením na eparchii Lázikíja roku 1977
- Zanzibar a Pemba, zřízena 12. prosince 1964 - zánik s povýšením na diecézi Zanzibar dne 28. března 1980
- Zakarpatská oblast, zřízena 14. srpna 1993 - zánik s povýšením na eparchii Mukačevo dne 27. března 2002